# T-CH-1 (航空機)

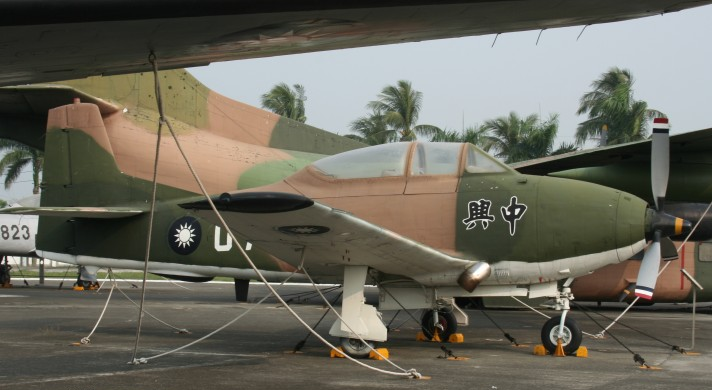
T-CH-1

T-CH-1は、中華民国（台湾）の航空工業開発センター（AIDC：漢翔航空工業股份有限公司）が開発した練習機。愛称は中興（チュンツィン）。台湾が初めて独自に設計し量産した軍用機である。

## 概要
中華民国空軍でも使用されていたT-28 トロージャンをベースに、エンジンを台湾でライセンス生産を行ったターボプロップエンジンに変更し近代化を行った機体である。1970年代始めに台湾空軍の要求に基づいて開発され、試作機は1973年11月23日に初飛行した。
空軍士官学校において1977年から運用が開始され、1981年に52機全機の引き渡しを完了、T-34C（初等練習機）とAT-3（中等練習機）に交代するまで標準基本練習機として使われた。1985年に空軍士官学校からの退役が始まると、主翼下にハードポイントを追加し兵器訓練機としたA-CH-1や、胴体下面に偵察カメラを装備できるようにしたR-CH-1に改修・転用され、前者は1992年、後者は1998年まで運用されていた。

## 要目
- 乗員：2名
- 全長：10.26 m
- 全幅：12.19 m
- 全高：3.65 m
- 翼面積：25.18 m2
- 運用自重：2,608 kg
- 最大離陸重量：5,057 kg
- エンジン：テキストロン・ライカミング T53-L-701 ターボプロップエンジン(1,081 kW) × 1
- 最大水平速度：592 km/h（高度15,000 ft、クリーン時）
- 最大巡航速度：407 km/h（高度15,000 ft）
- 超過禁止速度： 690 km/h
- 実用上昇限度：9,755 m
- 上昇率：17 m/s
- 航続距離：2,010 km